# Batara de Cayenne
Thamnophilus melanothorax
Espèce
Statut de conservation UICN

 LC  : Préoccupation mineure
Le Batara de Cayenne (Thamnophilus melanothorax) est une espèce de passereaux de la famille des Thamnophilidae.

## Répartition

Aire de répartition de Thamnophilus melanothorax.

Cet oiseau se rencontre au Brésil, au Guyana, en Guyane et au Suriname.

## Classification
Le nom valide complet (avec auteur) de ce taxon est Thamnophilus melanothorax Sclater, 1857.
Ce taxon porte en français le nom vernaculaire ou normalisé suivant : Batara de Cayenne,.
Thamnophilus melanothorax a pour synonyme :
- Sakesphorus melanothorax (P.L.Sclater, 1857)